# Aspelta
Aspelta foi o Décimo Primeiro Rei da Dinastia Napata do Reino de Cuxe que governou de 593 a 568 a.C., foi o sucessor de seu irmão mais velho Anlamani.  

## Histórico
Aspelta foi filho de Sencamanisquem, que reinou Cuxe entre 643 e 623 a.C., e de sua irmã-esposa Nasalsa. Com a morte de seu pai assumiu o trono seu irmão mais velho Anlamani, que reinou de 623 a 593 a.C. Nestes 50 anos de reinado, Cuxe conseguiu recuperar boa parte de seu poder. 
Segundo os registros, em 593 a.C. as tropas cuxitas se concentraram en Tu-Ab, na Montanha Sagrada (Jebel Barcal), a morada de Amón-Ra, e ali foi formado um comité de 24 notáveis (seis capitães do exército, seis portadores do selo da casta sacerdotal, seis da casta dos escribas, seis chanceleres de palácio) para eleger o sucessor de una lista de aspirantes, referindo-se aos candidatos coletivamente como "os irmãos do rei".   
No início da votação os eleitores se manifestavam afirmando "Que existia um Senhor na assembléia mas que ninguém ainda o reconhecia" e então rezaram para Ra para que os iluminassem na escolha e que os protegessem do mal. Só depois é que foi feita a menção a morte do rei Anlamani e diante do trono vacante decidem pedir a Amón-Ra que lhe enviem a luz.  A cena mostra uma mudança na relação com que os núbios de Cuxe percebiam o papel dos deuses para a entronização de seu rei. 
O Egito daquela era outro, era diferente daquele dos seus ancestrais. Os assírios, durante o conflito com Taraca, haviam favorecido um dinasta, a Necao ou Saita,  da cidade de Saís, para torná-los uma barreira contra os Cuxe. Tanutamon matou-o, mas os assírios revitalizaram a dinastia dando o poder em seu filho Psamético I que soube aproveitar o respaldo da Assíria para, após a derrota cuxita, reunificar quase inteiramente o Egito. Ele temia a ambição napatana de reconquistar as terras e transmitiu a preocupação a seu sucessor, Psamético II, que resolveu eliminar de vez o perigo. Seu exército, formado em boa parte por mercenários gregos e cários, levou a guerra até Napata.  Depredaram o templo de Jebel Barcal, como indicam as estátuas danificadas de vários reis napatanos, o último dos quais justamente Aspelta. Isto foi entre 593 e 591 a.C. 
Depois do ataque os egípcios retiraram-se de quase toda a Núbia. Mas mantiveram o controle sobre as minas de ouro do Uádi Alaqui. Por pouco tempo, pois a Pérsia se transformara na grande potência do Oriente Médio e, em 525 a.C., invadiria a região do delta do Nilo. O rei persa, Cambises II, após ter conquistado o Egito, cobiçou a Núbia enviando para a região emissários e olheiros. Estes se apresentaram, com vários presentes, ao rei de Cuxe, que, em troca, enviou a Cambises um arco grande e o seguinte recado: “Quando os persas forem capazes de retesar, como eu o faço, arcos como este, que venham então com exércitos mais numerosos do que os cuxitas.”  Cambises comandou pessoalmente para o Cuxe. Mas não resistiu a aridez do deserto  de Batn-el-Hagar ou do Deserto da Núbia entre Corosco e Abu Hamed. As pesadas baixas, o obrigaram a regressar ao Egito.  

## Mudança da Capital para Meroé
Muito se especula sobre o período em que Meroé se torna a capital do reino de Cuxe. Uma das hipóteses é que isto ocorreu durante o reinado de Aspelta.  Segundo essa hipótese, Méroe já era uma cidade tão importante quanto Napata, no século VIII a.C., a diferença é que nesta última vivia o rei e sua corte, e dela só saíram após a invasão de Psamético II. Aspelta decidiu, então, mudar-se para lugar mais distante do Egito e mais seguro. Ao transferir-se para Meroé, o soberano fugia também da influência restritiva e do excessivo controle dos sacerdotes de Jebel Barcal. Instando-se então na metrópole mercantil de Cuxe.  Apesar da mudança da capital Napata continuou a ser a capital religiosa do reino, pelo menos até o fim do século IV a.C., prova disto era que até está época os reis e a família real ainda era enterrada na Necropolis de Nuri.  
Heródoto, escrevendo pouco antes de 430 a.C., refere-se a Méroe como capital do reino dos etíopes — como eram chamados os núbios — e em parte alguma menciona Napata. No 35° ano do reinado de Harsiotefe (369 a.C.), a cidade já devia experimentar os resultados do abandono: viam-se nela muitos prédios decadentes, que estaqvam se transformando em ruínas, e o palácio real coberto de areia. 